# San Isidro (Alicante)
San Isidro (auch San Isidro de Albatera; valencianisch: Sant Isidre) ist eine spanische Gemeinde (municipio) in der Provinz Alicante mit einer Bevölkerung von 2.312 Einwohnern (Stand: 2024). 
San Isidro wurde 1993 von der Nachbargemeinde Albatera unabhängig und eigenständige Gemeinde. 

## Lage
San Isidro liegt etwa 38 Kilometer südwestlich von Alicante und etwa 38 Kilometer ostnordöstlich von Murcia in einer Höhe von ca. 10 m. Das Mittelmeer liegt in etwa 20 Kilometern östlicher Richtung. Am Nordwestrand der Gemeinde führt die Autovía A-7 entlang.

## Geschichte

### Bevölkerungsentwicklung
| Jahr      | 1995 | 2001 | 2011 | 2021 |
| Einwohner | 1185 | 1294 | 1934 | 2146 |

## Sehenswürdigkeiten
- Isidorkirche (Iglesia de San Isidro)